# Cadea, Bihor
Cadea (germană Gross Albersdorf, Grosskaag, maghiară Kágya) este o localitate componentă a orașului Săcueni din județul Bihor, Crișana, România.

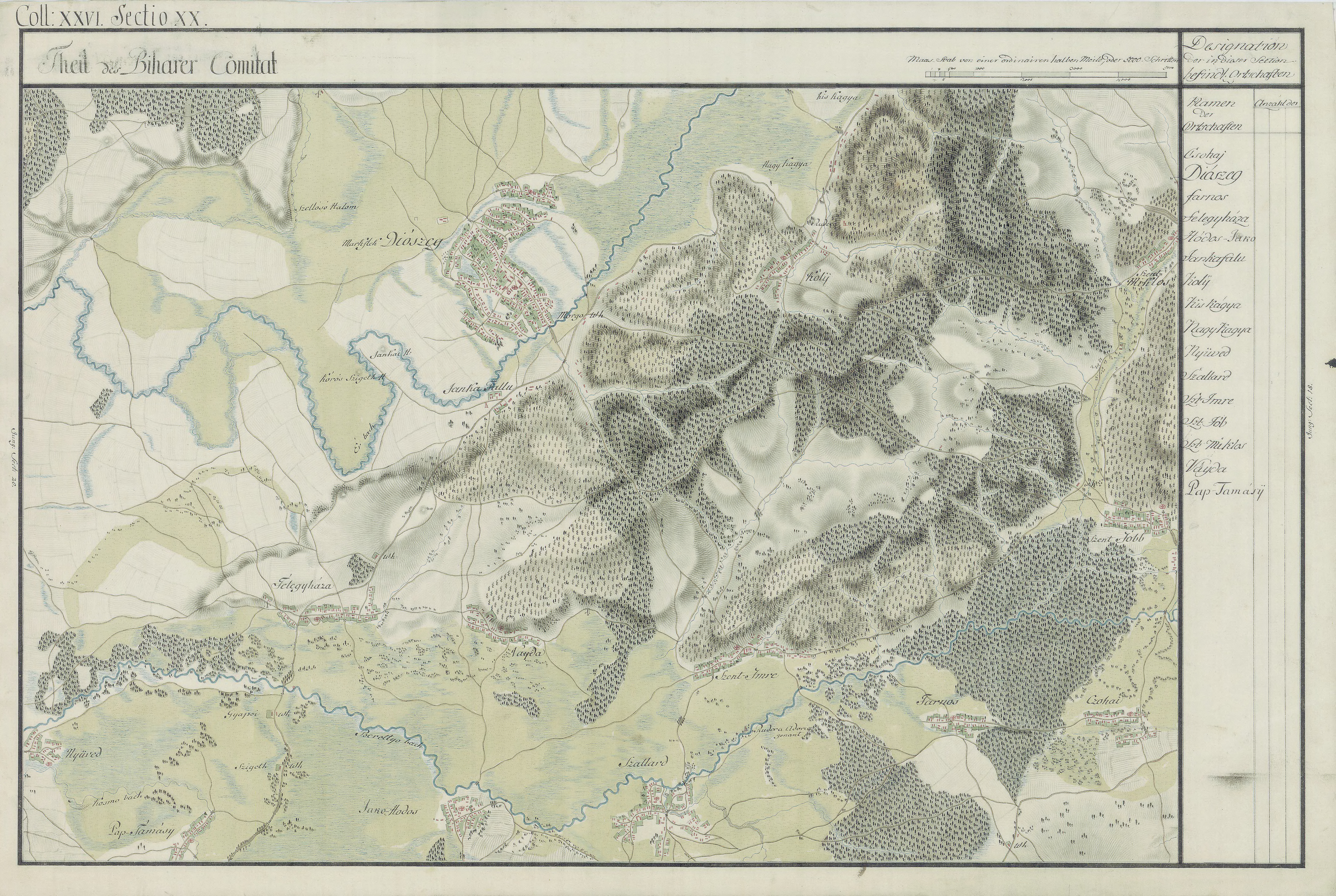
Cadea Mică(Kiskágya) în Harta Iosefină a Comitatului Bihor, 1782-85

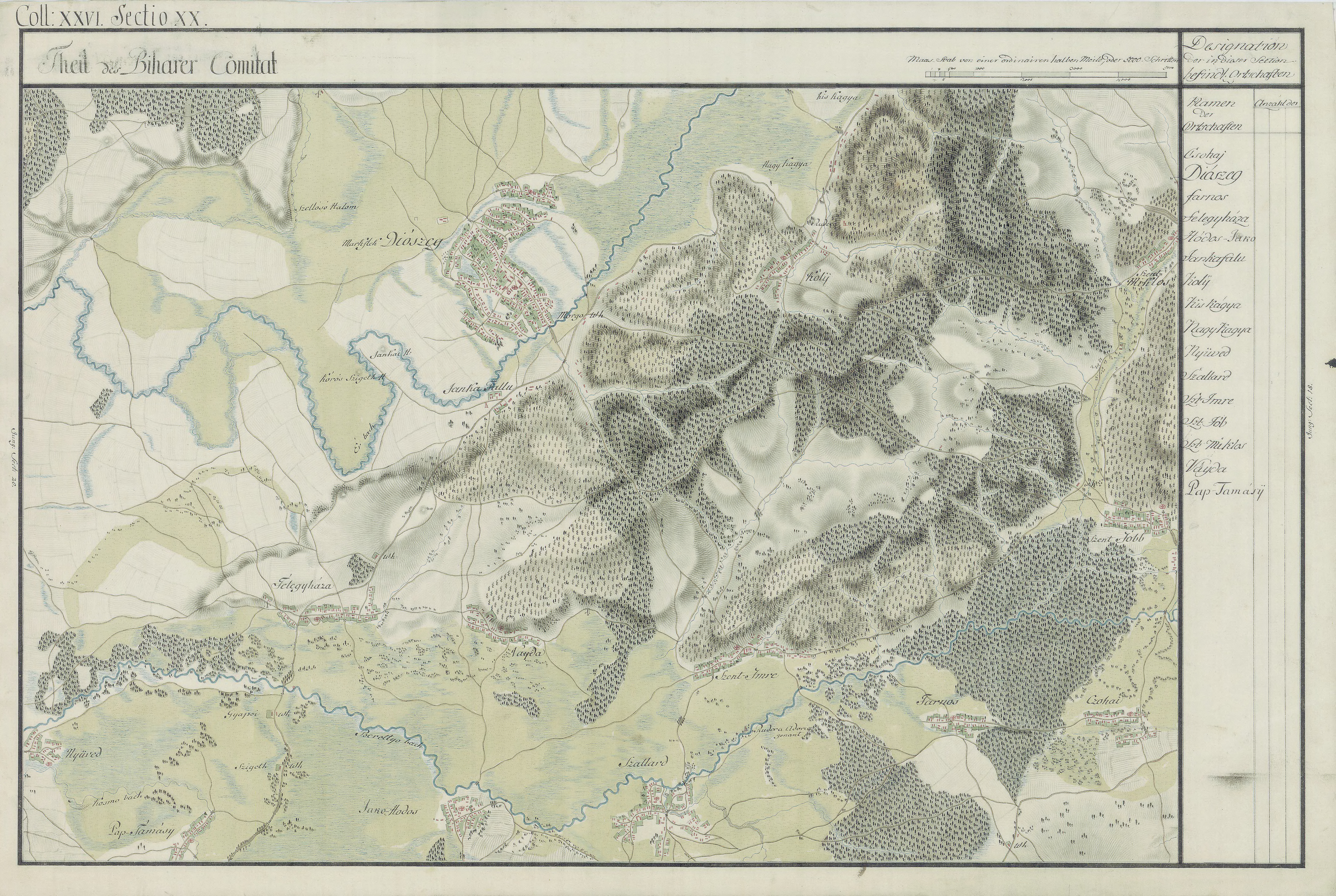
Coliu(Kóly) în Harta Iosefină a Comitatului Bihor, 1782-85

 Acest articol despre o localitate din județul Bihor este deocamdată un ciot. Puteți ajuta Wikipedia prin completarea lui.